# Tingena paratrimma
Tingena paratrimma är en fjärilsart som först beskrevs av Edward Meyrick 1910a.  Tingena paratrimma ingår i släktet Tingena och familjen praktmalar. Inga underarter finns listade i Catalogue of Life.